# Le Mesnil-au-Grain
Le Mesnil-au-Grain é uma comuna francesa na região administrativa da Normandia, no departamento Calvados. Estende-se por uma área de 4,17 km². Em 2010 a comuna tinha 82 habitantes (densidade: 19,7 hab./km²).